# كياثونية
الكياثونية (الاسم العلمي: Cyatheaceae) هي فصيلة من النبات تتبع رتبة الكياثونيات من طائفة السراخس.

## أجناس
- الكياثون

## الأجناس
أجناس هذه الفصيلة:
- كود سباركل
- تحديث القائمة

جنس:كياثون 
اسم علمي: Cyathea